# Sharon (Georgia)
Sharon – miasto w Stanach Zjednoczonych, w stanie Georgia, w hrabstwie Taliaferro.